# 钟吕传道集
《钟吕传道集》又名《真仙传道集》，属道教钟吕内丹學派早期著作，據說是施肩吾的作品。

## 簡介
题为“正阳真人钟离权云房述，纯阳真人吕岩洞宾集，华阳真人施肩吾希圣传。”
两宋间曾慥辑撰的《道枢》节录本书，名《传道篇》。该书在内丹学史和道教史上具有不容忽视的地位。全书以钟离权与吕洞宾师徒问答的形式，论述内丹术要义，共18卷.  全书以天人合一思想为基础，阴阳五行学说为核心，系统完整地论述了内丹学说，对后世道家内丹养生学影响甚大。本书也重点谈到道家修炼的层次问题，谓仙有鬼仙、人仙、地仙、神仙、天仙五等，法分小成、中成、大成三乘。
《钟吕传道集》的18卷的各卷的卷题为： “论真仙”、“论大道”、“论天地”、“论日月”、“论四时”、“论五行”、“论水火”、“论龙虎”、“论丹药”、“论铅汞”、“论抽添”、“论河车”、“论还丹”、“论炼形”、“论朝元”、“论内观”、“论魔难”、“论证验”。